# Darbyella
Darbyella es un género de foraminífero bentónico considerado un sinónimo posterior de Lenticulina de la subfamilia Lenticulininae, de la familia Vaginulinidae, de la superfamilia Nodosarioidea, del suborden Lagenina y del orden Lagenida. Su especie tipo era Darbyella danvillensis. Su rango cronoestratigráfico abarcaba desde el Cretácico superior hasta la Actualidad.

## Clasificación
Darbyella incluía a las siguientes especies:
- Darbyella angulata
- Darbyella argentinensis
- Darbyella barabinskiensis
- Darbyella brownstownensis
- Darbyella danvillensis
- Darbyella enigmatica, aceptado como Lenticulina enigmatica
- Darbyella irregularis
- Darbyella karatsuensis
- Darbyella kollmanni
- Darbyella macfadyeni
- Darbyella mimounaensis
- Darbyella miocenica
- Darbyella nimbifera
- Darbyella nitida
- Darbyella nothi
- Darbyella polythalamica
- Darbyella pseudolenticularis
- Darbyella pulchra
- Darbyella tosaensis
- Darbyella utilis

Otra especie considerada en Darbyella es:
- Darbyella irregularia, de posición genérica incierta